# Lebanon, Missouri
Lebanon är administrativ huvudort i Laclede County i Missouri. Orten fick sitt namn efter Lebanon i Tennessee.

## Kända personer från Lebanon
- Phil M. Donnelly, politiker